# Stor-Hamptjärnen (Degerfors socken, Västerbotten, vid Kussjön)
Stor-Hamptjärnen är en sjö i Vindelns kommun i Västerbotten och ingår i Umeälvens huvudavrinningsområde.